# Boris Semjonowitsch Schechter
Boris Semjonowitsch Schechter (ukrainisch Борис Семенович Шехтер, russisch Борис Семёнович Шехтер; * 8. Januarjul. / 20. Januar 1900greg. in Odessa; † 16. Dezember 1961 in Moskau) war ein ukrainisch-russischer Komponist.
Schechter studierte in Odessa bei Witold Maliszewski und in Moskau bei Sergei Wassilenko und Nikolai Mjaskowski. Von 1929 bis 1941 unterrichtete er am Moskauer Konservatorium, danach am Konservatorium von Aschchabad.
Er komponierte vier Opern, fünf Sinfonien, eine Orchestersuite, ein Klavierkonzert, zwei Klaviersonaten, drei Kantaten, Chorwerke, Schauspiel- und Filmmusiken, Lieder sowie zahlreiche Massenlieder.